# Ghosts (britský sitcom)
Ghosts je britský sitcom vysílaný na BBC One od dubna 2019 do prosince 2023. Seriál se točí okolo skupiny duchů z různých historických období, kteří straší ve venkovské vile a sdílejí ji s jejími novými majiteli. Vytvořila a odehrála ho kolektivní skupina Them There, která dříve vytvořila seriály jako Děsivé dějiny a Yonderland.
Recenze byly pozitivní, kritici oceňovali vysokou koncentraci vtipů, nápad a kvalitní obsazení.

## Postavy a obsazení

#### Živé osoby
- Charlotte Ritchie jako Alison Cooperová – Mladá žena, která zdědila sídlo po své vzdálené příbuzné. Po téměř smrtelném zážitku způsobeném Julianem, který ji vystrčil z okna, je schopná duchy vidět, slyšet, a komunikovat s nimi.[1]
- Kiell Smith-Bynoe jako Michael 'Mike' Cooper – Alisonin manžel mající velké plány s domem. Ačkoliv zpočátku má duchy jen za Alisoniny halucinace, postupně se s jejich existencí smíří a snaží se s nimi komunikovat napříč faktu, že je nevidí ani neslyší.

#### Duchové
- Lolly Adefope jako Katherine 'Kitty' Highamová – Veselá, přehnaně kamarádská a naivní georgiánská šlechtična. Má potlačené, nešťastné vzpomínky na svoji adoptivní rodinu, obzvláště na svoji sestru. Zemřela na následky kousnutí jedovatým pavoukem, přivezeným na ananasu v roce 1780.
- Mathew Baynton jako Thomas Thorne – Melodramatický a lehce pobláznitelný, romantický básník, jenž byl smrtelně postřelen v duelu roku 1824. Na první pohled se zamiluje do Alison, i přes to, že je živá, vdaná, a vzdáleně s ním příbuzná.
- Simon Farnaby jako Julian Fawcett MP – Nejnovější z duchů, nestoudný konzervativní politik, který zemřel na infarkt bez kalhot při skandální nevěře roku 1993. Má do jisté míry schopnost interagovat s hmotným světem, když se dostatečně snaží, většinou pouze ukazováčkem, a to posouvání malých předmětů či mačkání tlačítek.
- Martha Howe-Douglas jako Lady Stephanie 'Fanny' Buttonová – Panovačná, úzkoprsá a upjatá paní domu z eduardovského období, vzdáleně příbuzná s Alison. Byla vystrčena z okna r. 1912 jejím nevěrným manželem Georgem a může být zachycena na fotografii, což jí dalo přezdívku "Šedá dáma" (britský ekvivalent archetypu "bílé paní"). Podvědomě rekonstruuje svoji smrt ve 3 hod. ráno, dokud Julian neposune hodiny o pár hodin dopředu, dělaje z ní ranní budík.
- Jim Howick jako Patrick 'Pat' Butcher – Přátelský, zdvořilý vedoucí táborového oddílu připomínajícího skauty. Zemřel během nehody, kdy mu jeden z jeho svěřenců omylem prostřelil krk šípem na pozemku Button Housu r. 1984.
- Laurence Rickard jako Robin – Nejstarší z duchů: jeskynní muž, který žil na prostranství, kde nyní stojí Button House a byl zabit bleskem, když se na stromě schovával před medvědem. Umí manipulovat s elektřinou a baví ho hrát šachy, které se naučil od Juliana. Napříč tomu, že mluví dost lámanou angličtinou, díky jeho svědectví tisíciletí lidské historie je překvapivě moudrý a sečtělý.
  - L. Rickard zároveň vystupuje jako Sir Humphrey Bone – Tudorovský šlechtic, který si sám sobě omylem usekl hlavu r. 1575 poté, co byl falešně obviněn z velezrady a plánu na atentát na Alžbětu I. Má potíže se svým tělem, kterému jeho hlava neustále padá a proto je většinu času vidět jen jako hlava.
- Ben Willbond jako 'Kapitán' – Striktní, tajně homosexuální úředník britské armády z období druhé světové války, jenž byl převelen na Button House během jeho služby. Nikdy nezažil válku z první linie a byl tajně zamilován do svého poručíka. Díky jeho obsesi svojí dobou a svým postavením sám sebe považuje de facto za velitele duchů a rád vše bere jako vojenskou strategii. Zemřel na infarkt poté, co se pokusil znovu shledat se svým poručíkem po válce, když se do Button Housu vplížil při setkání válečných veteránů.
- Katy Wix jako Mary – Oběť čarodějnických procesů ze stuartovského období, která byla upálena na hranici r. 1612 a poští kouř když je nervózní. Živé osoby mohou cítit zápach spáleniny, když jimi projde. Mary je plachá, bojácná a pověrčivá.

1. ↑   Dostupné online.